# Erucius moultoni
Erucius moultoni är en insektsart som beskrevs av Bolívar, C. 1930. Erucius moultoni ingår i släktet Erucius och familjen Chorotypidae. Inga underarter finns listade i Catalogue of Life.